# Незамаевское сельское поселение (Новопокровский район)
Незамаевское сельское поселение — муниципальное образование в составе Новопокровского района Краснодарского края России.
В рамках административно-территориального устройства Краснодарского края ему соответствует Незамаевский сельский округ.
Административный центр — посёлок Незамаевский.

## Население
| 2002  | 2010  | 2012  | 2013  | 2014  | 2015  | 2016  |
| ----- | ----- | ----- | ----- | ----- | ----- | ----- |
| 3046  | ↘2357 | ↘2324 | ↗2334 | ↘2319 | ↘2309 | ↘2308 |
| 2017  | 2018  | 2019  | 2020  | 2021  | 2023  |       |
| ↘2299 | ↘2270 | ↘2266 | ↘2258 | ↘2216 | ↘2169 |       |

## Населённые пункты
В состав сельского поселения (сельского округа) входят 6 населённых пунктов:
| № | Населённый пункт | Тип населённого пункта | Население (чел.) |
| - | ---------------- | ---------------------- | ---------------- |
| 1 | Заря             | посёлок                | ↘239             |
| 2 | Красноармейский  | посёлок                | ↘249             |
| 3 | Незамаевский     | посёлок                | ↘1102            |
| 4 | Октябрьский      | посёлок                | ↘224             |
| 5 | Первомайский     | посёлок                | ↘447             |
| 6 | Садовый          | посёлок                | ↘96              |